# 94 Ceti b
94 Ceti b è un pianeta extrasolare orbitante attorno alla stella 94 Ceti, nella costellazione della Balena. Fu scoperto nell'agosto 2000 dal team guidato da Michel Mayor.

## Caratteristiche
Si tratta di un pianeta con massa pari ad oltre una volta e mezzo quella di Giove, con un'orbita eccentrica paragonabile come ampiezza a quella del pianeta Marte. Probabilmente si tratta di un pianeta gigante gassoso, dunque privo di superficie solida.